# Silkeborg Station
Silkeborg Station er en dansk jernbanestation i byen Silkeborg i Midtjylland. I dag har stationen kun jernbanestrækningen Skanderborg-Herning, men Silkeborg har tidligere været et jernbaneknudepunkt med baner i fem retninger.

## Historie
Jernbanen kom til Silkeborg, da Skanderborg-Silkeborg-banen blev åbnet 2. maj 1871. Silkeborg-Herning blev åbnet 28. august 1877.
12. november 1908 blev Gjernbanen (Silkeborg-Laurbjerg) åbnet, og i de følgende år blev den udbygget sydfra til en diagonalbane skråt gennem Jylland mellem Randers og Esbjerg. Den blev anlagt i flere etaper fra Bramming via Grindsted til Brande, og 1. oktober 1920 blev den sidste strækning åbnet fra Brande til Funder 6 km vest for Silkeborg på banen til Herning.
Dertil kom, at privatbanerne Rødkærsbro-Kjellerup og Horsens-Bryrup blev forlænget til Silkeborg, hhv. 1. august 1924 og 10. maj 1929.
De to privatbaner blev nedlagt sidst i marts 1968, og Diagonalbanen blev nedlagt 23. maj 1971.

## Silkeborg Havnebane
Allerede ved åbningen af Skanderborg-Silkeborg-banen var det besluttet at anlægge et 1100 m langt spor fra stationen til Silkeborg Papirfabrik. Hestebanen, som den blev kaldt, fordi man i starten rangerede med heste, blev taget i brug 26. juni 1872. Nord for Østergade delte sporet sig i to: mod øst til papirfabrikken og mod vest til ladepladsen ved det nuværende Søtorvet.
Papirfabrikken og andre virksomheder, der hidtil havde benyttet pramfarten, gik over til næsten udelukkende at benytte banen, som var billigere og hurtigere.
Som havnebanens sidste kunde holdt papirfabrikken i 1994 op med at benytte godsvogne, og dermed ophørte trafikken på havnebanen. Det meste af sporet er fjernet, især efter at papirfabrikken lukkede i 2000. Havnebanens tracé er kun bevaret fra Drewsensvej til havneområdet ved Åhavevej.
- Man kan stadig se på asfalten, hvor havnebanen krydsede Drewsensvej
- Skinnerne ligger endnu mellem Drewsensvej og Christian 8's Vej i baggrunden
- Øst for Christian 8's Vej blev sporet taget op i 2006, men der går en sti
- Stien fra Christian 8's Vej munder ud i Åhavevej